# Chromis hanui
Chromis hanui, thường được gọi là cá thia socola, là một loài cá biển thuộc chi Chromis trong họ Cá thia. Loài này được mô tả lần đầu tiên vào năm 1973.

## Phân bố và môi trường sống
C. hanui có phạm vi phân bố giới hạn ở vùng biển Đông Thái Bình Dương. Chúng là loài đặc hữu của quần đảo Hawaii. C. hanui sống xung quanh những rạn san hô ngoài khơi và gần bờ ở độ sâu khoảng 6 – 50 m.

## Mô tả
C. hanui trưởng thành dài khoảng 9 cm. Thân ngắn, gần như tròn. Cơ thể có màu nâu sẫm với một đốm đen lớn ở gốc vây ngực. Đuôi, phần sau của vây lưng và vây hậu môn màu trắng. Mõm và hàm có nhiều đốm màu xanh lam.
Số ngạnh ở vây lưng: 12; Số vây tia mềm ở vây lưng: 13; Số ngạnh ở vây hậu môn: 2; Số vây tia mềm ở vây hậu môn: 13 - 14; Số vây tia mềm ở vây ngực: 17 - 18.
Thức ăn của C. hanui là những sinh vật phù du. Chúng thường bơi thành đàn trên các rạn san hô. Cá đực có tập tính bảo vệ và chăm sóc những quả trứng.